# Brión (Ferrol)
Brión(llamada oficialmente Santa María de Brión) es una parroquia y un barrio español del municipio de Ferrol, en la provincia de La Coruña, Galicia.

## Entidades de población
Entidades de población que forman parte de la parroquia:
- Brión
- Martín
- San Cristóbal (San Cristovo)
- San Felipe
- Liñares

## Demografía

### Parroquia
| Gráfica de evolución demográfica de Brión (parroquia) entre 2000 y 2019 |
|                                                                         |
| Datos según el nomenclátor publicado por el INE.                        |

### Barrio
| Gráfica de evolución demográfica de Brión (barrio) entre 2000 y 2019 |
|                                                                      |
| Datos según el nomenclátor publicado por el INE.                     |